# Kalmückische Autonome Sozialistische Sowjetrepublik

Flagge der Kalmückischen ASSR

Kalmückien

Die Kalmückische Autonome Sozialistische Sowjetrepublik (russisch Калмыцкая Автономная Советская Социалистическая Республика; kalmückisch Хальмг Автономи Советск Социалистическ Республик), kurz Kalmückische ASSR (russisch Калмыцкая АССР; kalmückisch Хальмг АССР), war eine autonome Sowjetrepublik innerhalb der Russischen Sozialistischen Föderativen Sowjetrepublik (RSFSR) in der Sowjetunion. Die Hauptstadt war Elista. Das Gebiet liegt zwischen Wolga und Manytschniederung. Die ASSR bestand von 1935 bis 1942 und von 1958 bis 1991, zuvor bereits ab 4. November 1920 als Autonome Oblast. 1942 wurde Kalmückien teilweise von der deutschen Wehrmacht besetzt und im Dezember 1942 wieder von der Roten Armee zurückerobert. 1943 wurde das Gebiet der Zentralverwaltung unterstellt. Die kalmückische Bevölkerung wurde in den asiatischen Teil der Sowjetunion deportiert, die Hauptstadt in Stepnoi umbenannt. Nach der Rehabilitierung der Kalmücken wurde die Stadt 1958 wieder zurück benannt und das Gebiet wieder Autonome Republik (ASSR). Nach dem Zerfall der Sowjetunion behielt das Gebiet als Republik Kalmückien den Status einer Autonomen Republik innerhalb der Russischen Föderation bei.
Der am 22. August 1977 entdeckte Asteroid des inneren Hauptgürtels (2287) Kalmykia wurde nach der Kalmückischen Autonomen Sozialistischen Sowjetrepublik benannt.